# Gmina Bardo
Die Gmina Bardo [ˈbardɔ] ist eine Stadt- und Landgemeinde im Powiat Ząbkowicki der Woiwodschaft Niederschlesien in Polen. Ihr Sitz ist Bardo Śląskie (deutsch Wartha) mit etwa 2550 Einwohnern. Die Stadt ist sie einer der bekanntesten Marienwallfahrtsorte Schlesiens.

## Geographie

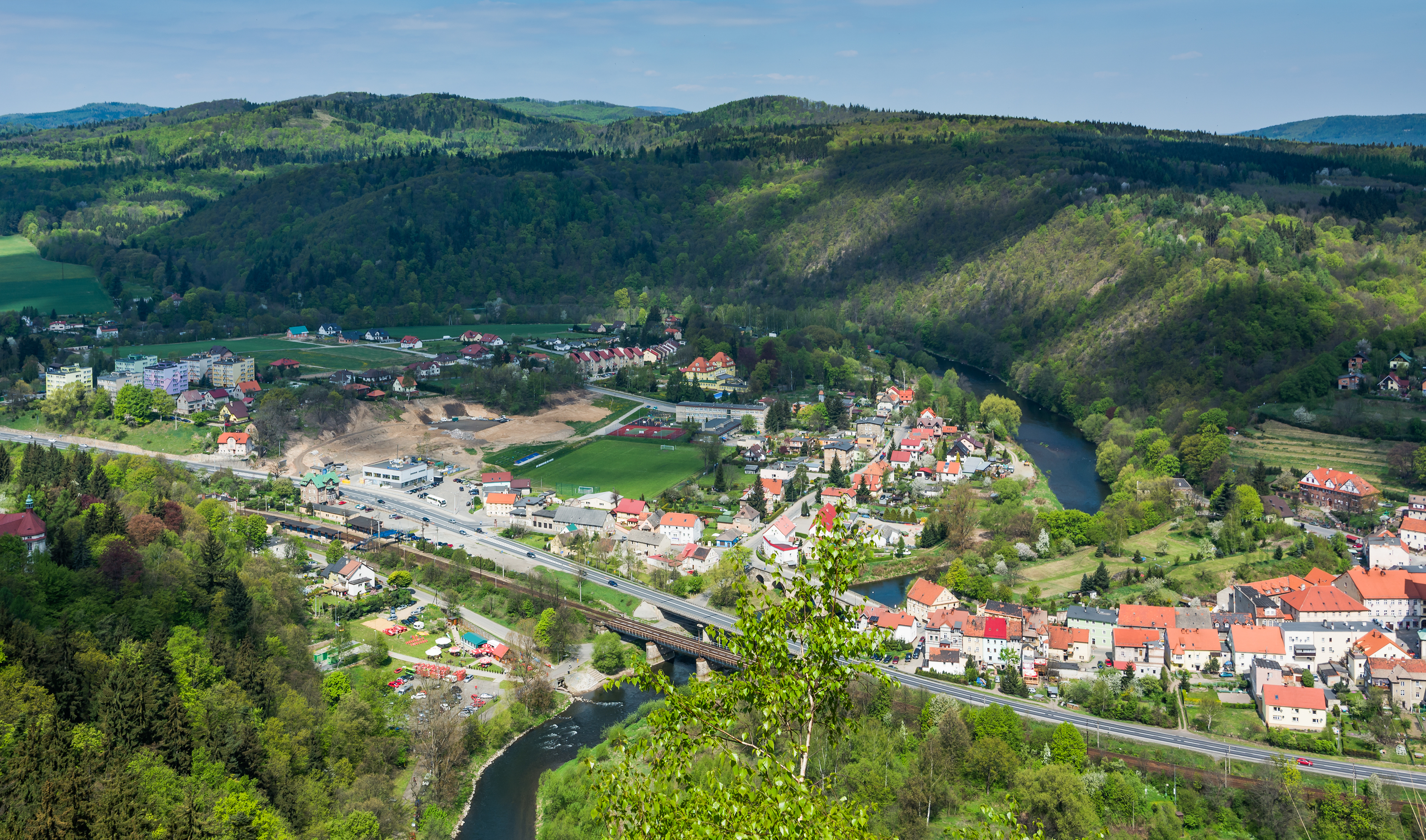
Blick über Bardo Śląskie

Die Gemeinde grenzt im Nordosten an die Kreisstadt Ząbkowice Śląskie (Frankenstein). Die Stadt Kłodzko (Glatz) liegt sechs Kilometer südwestlich an der Glatzer Neiße.

## Geschichte
Bardo erhielt 1969 die 1945 aberkannten Stadtrechte zurück.
Von 1975 bis 1998 gehörte die Gemeinde zur Woiwodschaft Wałbrzych (Waldenburg).

## Gliederung
Zur Stadt- und Landgemeinde Bardo gehören die Stadt selbst und zehn Dörfer mit Schulzenämtern:
- Bardo (Wartha)
- Brzeźnica (Briesnitz)
- Dębowina (Eichau)
- Dzbanów (Banau)
- Grochowa (Grochau)
- Janowiec (Johnsbach)
- Laskówka (Gierichswalde)
- Opolnica (Giersdorf)
- Potworów (Riegersdorf)
- Przyłęk (Frankenberg)